# Andrea Worm
Andrea Worm (* 1972) ist eine deutsche Kunsthistorikerin und Hochschullehrerin.

## Leben
Nach dem Studium der Kunstgeschichte, Klassischen Archäologie, Neueren Deutschen Literaturwissenschaft und Kunsterziehung an der Universität Augsburg wurde sie 2001 am dortigen Lehrstuhl für Kunstgeschichte wissenschaftliche Assistentin. Der Promotion zum Pariser Perikopenbuch Ms. lat. 17325 und den Anfängen der romanischen Buchmalerei an Rhein und Weser im Jahr 2004 folgten Forschungsaufenthalte am Kunsthistorischen Institut in Florenz und der University of Cambridge sowie Lehraufträge am Londoner Warburg Institute und der Universität Basel. Von 2013 bis 2020 war sie Universitätsassistentin am Institut für Kunstgeschichte der Universität Graz; 2015 erfolgte dort die Habilitation. 2018–2019 vertrat sie den Lehrstuhl für Kunstgeschichte des Mittelalters an der Martin-Luther-Universität Halle-Wittenberg. Seit 2020 ist Andrea Worm Professorin für Kunstgeschichte mit Schwerpunkt Mittelalter an der Eberhard Karls Universität Tübingen.
Sie forscht, lehrt und publiziert zur mittelalterlichen Kunst- und Bildgeschichte im nordalpinen Raum, zur Buch- und Wissenskultur sowie zu Handschriften, Zeitkonzepten und ikonografischen Fragen.

## Schriften (Auswahl)
- Das Helmarshausener Evangeliar in Gnesen. Bildprogramm und Ikonographie. In: Zeitschrift des deutschen Vereins für Kunstwissenschaft 56/57 (2002/03), S. 49–114.
- Roger von Helmarshausen und der parzellierende Stil in der Buchmalerei an Rhein, Maas und Diemel. In: Hiltrud Westermann-Angerhausen, Christoph Stiegemann (Hrsg.): Schatzkunst am Aufgang der Romanik. München 2006, S. 112–122.
- Das illuminierte Wort. Bildprogramme und Erzählstrukturen historisierter Initialen der Genesis. In: Susanne Ehrich, Julia Ricker (Hrsg.): Mittelalterliche Weltdeutung in Text und Bild. Berlin 2007, S. 23–47.
- Das Pariser Perikopenbuch und die Anfänge der romanischen Buchmalerei an Rhein und Weser (= Denkmäler deutscher Kunst). Berlin 2008.
- Text – Bild – Kontext. Jerusalem in Hartman Schedels Liber Chronicarum. In: Karin Krause, Barbara Schellewald (Hrsg.): Bild und Text im Mittelalter (= Sensus. Studien zur mittelalterlichen Kunst. Band 2). Köln 2011, S. 175–203.
- Der Vorschein der letzten Dinge. Himmelfahrt und Weltgericht im Evangeliar für das Benediktinerinnenkloster Lippoldsberg (sog. Hardehäuser Evangeliar, ehem. Kassel, Landesbibliothek, Ms. theol. 2°59). In: Klaus Gereon Beuckers, Christoph Jobst, Stephanie Westphal (Hrsg.): Buchschätze des Mittelalters. Regensburg 2011, S. 139–154.
- „You shall all live together in harmony and spiritual unity.“ Images of Abbesses and Female Religious Communities in the Empire. In: Imke de Gier, Veerle Fraeters (Hrsg.): Mulieres Religiosae. Shaping Female Spiritual Authority (= Europa Sacra. Band 10). Turnhout 2014, S. 37–85.
- Das Heilige Land vergegenwärtigen. Bildzeugnisse der „loca sancta“ im Reichsgebiet. In: Nikolas Jaspert (Hrsg.): Die Kreuzzugsbewegung im römisch-deutschen Reich (11.–13. Jahrhundert). Ostfildern 2015, S. 215–234.
- mit Laura Cleaver (Hrsg.): Writing History in the Anglo-Norman World. Manuscripts, Makers and Readers, c.1066–c.1250. Woodbridge 2018.
- mit Susanne Ehrich (Hrsg.): Geschichte vom Ende her denken. Endzeitentwürfe und ihre Historisierung im Mittelalter (= Forum Mittelalter, Studien. Band 15). Regensburg 2019.
- Reform und Neubeginn. Die Wandmalereien von St. Gereon in Köln als Monumentum Annonis? In: Klaus Gereon Beuckers, Anna Pawlik (Hrsg.): Das Jüngere Evangeliar aus St. Georg in Köln. Untersuchungen zum Lyskirchen-Evangeliar (= Forschungen zu Kunst, Geschichte und Literatur des Mittelalters. Band 5). Böhlau, Wien/Köln/Weimar 2019, S. 179–208.
- mit Wolfgang Augustyn (Hrsg.): Visualisieren – Ordnen – Aktualisieren. Geschichtskonzepte des Mittelalters und der Frühen Neuzeit im Bild (= Veröffentlichungen des Zentralinstituts für Kunstgeschichte in München. Band 52). Passau 2020.
- Geschichte und Weltordnung. Graphische Modelle von Zeit und Raum in Universalchroniken vor 1500 (= Jahresgabe des Deutschen Vereins für Kunstwissenschaft). Berlin 2020.
- „die alte gedaechtnus sichtbarlich ernewert“. Der siebenarmige Leuchter in Klosterneuburg als Erinnerungsort der Stiftsgründung und Reliquiar. In: Jahrbuch des Stiftes Klosterneuburg 24 (2022), S. 73–99.
- mit Sandra Linden, Kristina Stöbener (Hrsg.): Drucksachen. Inkunabeln und Einblattdrucke der Universitätsbibliothek Tübingen (= Schriften des Museums der Universität Tübingen. Band 30). Tübingen 2024.